# 安全控件
安全控件是针对特定操作系统和网页浏览器开发的插件，以维持金融服务端和客户端信息保密，常见于中国和韩国。由于HTTP采用明文方式交换数据，安全控件会在客户端对密码等关键数据直接进行加密，以避免数据传输过程中被中间人截取。
韩国立法要求使用 ActiveX 技术开发；中国有几个厂商提供相关技术，开发ActiveX 和xpi（对应Firefox）插件 和 Chrome插件。

## 起源
微软相关技术流行，ActiveX等非标准化标准化。
中国服务器节点的不保密性，中间节点容易受到攻击而泄密；HTTPS标准部署复杂；金融业缺乏合作意识，没有合作研发的方式而是购买。